# La teva decisió
La Teva Decisió (Decizia Ta) este cântecul cu care s-a prezintat Andorra la Concursul Muzical Eurovision 2009.